# Lợi Xuyên
Lợi Xuyên (tiếng Trung: 利川市; bính âm: Lìchuān shì) là một thành phố cấp huyện thuộc Châu tự trị dân tộc Thổ Gia Ân Thi, tỉnh Hồ Bắc, Trung Quốc.

### Nhai đạo
- Đô Đình (都亭街道)
- Đông Thành (东城街道)

### Trấn
| - Mưu Đạo (谋道镇) - Uông Doanh (汪营镇) - Đoàn Bảo (团堡镇) | - Bách Dương Bá (柏杨坝镇) - Trung Lộ (忠路镇) - Kiến Nam (建南镇) |

### Hương
| - Nam Bình (南坪乡) - Sa Khê (沙溪乡) - Văn Đẩu (文斗乡) | - Nguyên Bảo (元堡乡) - Mao Bá (毛坝乡) - Lương Vụ (凉雾乡) |